# ایوان هوکلک
ایوان هوکلک (انگلیسی: Ivan Huklek؛ زادهٔ ۱۲ نوامبر ۱۹۹۶)  کشتی‌گیر اهل کرواسی است. وی سابقه حضور در المپیک ۲۰۲۰ توکیو را دارد.

## فعالیت حرفه‌ای

### المپیک ۲۰۲۰ توکیو
هوکلک در وزن ۸۷ کیلوگرم کشتی فرنگی المپیک ۲۰۲۰ توکیو حاضر بود که با شکست لاشا گوبادزه از گرجستان و رستم آساکالوف از ازبکستان به مرحله نیمه نهایی رسید اما در این مرحله مقابل ژان بلنیوک از اوکراین شکست خورد و به دیدار رده بندی رفت. او در این مرحله نیز مقابل زوراب داتوناشویلی از صربستان بازی را واگذار کرد و پنجم شد.